# S&G Goldstadt-Cup
Der S&G Goldstadt-Cup war ein internationales Springreitturnier (CSI3*) im baden-württembergischen Pforzheim.
Der sportliche Leiter des Goldstadt Cups war Hans Günter Winkler. Ausgetragen wurde das Turnier von 2000 bis 2015.

## Sieger im Großen Preis von Pforzheim
| - 2015: Jörne Sprehe mit Luna - 2014: Werner Muff mit Pollendr - 2013: Angelica Augustsson mit Mic Mac du Tillard - 2012: Jaime Azcarraga mit Celsius - 2011: Leon Thijssen mit Tyson - 2010: Christian Ahlmann mit Calvados - 2009: Abdel Said mit Avenir - 2008: Franke Sloothaak mit Legurio - 2007: Carsten-Otto Nagel mit Corradina - 2006: Markus Fuchs mit La Toya |  |  | - 2005: Alois Pollmann-Schweckhorst mit Candy - 2004: Lars Nieberg mit Lucie - 2003: Markus Beerbaum mit Leena - 2002: Caroline Müller mit Kyraleen - 2001: Hugo Simon mit Explosiv - 2000: Kurt Maier mit Leopard |